# Metacatharsius rugosipennis
Metacatharsius rugosipennis är en skalbaggsart som beskrevs av Frey 1975. Metacatharsius rugosipennis ingår i släktet Metacatharsius och familjen bladhorningar. Inga underarter finns listade i Catalogue of Life.